# フレイ・アルスター
フレイ・アルスター (Flay Allster) は、アニメ『機動戦士ガンダムSEED』に登場する架空の人物。
担当声優は桑島法子。

## 人物
- 人種：ナチュラル
- 生年月日：C.E.56年3月15日
- 没年月日：C.E.71年9月27日
- 星座：魚座
- 年齢：15歳
- 血液型：A型
- 身長：162cm
- 体重：53kg
- 階級：二等兵→曹長（地球連合軍）
- 髪色：濃い赤
- 瞳：薄いグレー

大西洋連邦事務次官ジョージ・アルスターの令嬢。いわゆる典型的なお嬢様で世間知らずであり、これに関して言えば似たような境遇のカガリと比較しても更に世間知らずな一面がある。母親は幼い頃に死去している。ヘリオポリスではキラ・ヤマト達の通うカレッジの1期後輩。ミリアリアと同じサークルに所属している。物語開始時点ではキラがほのかに好意を寄せる、憧れの女の子であった。父の理想とする女の子になることを目標としているため、オシャレにも人一倍気を遣っている。カレッジのアイドル的存在。ブルーコスモスの一員である父の影響で、コーディネイターに強い偏見を持っている。サイとは親同士が決めた婚約者であったが、話が出ていただけで正式なものではなく、サイから手紙を送られるなどのアプローチはあったものの恋愛関係に至ってはいなかった。

## 経歴
ヘリオポリスがザフト軍の攻撃を受けた際に救命ポッドで脱出するが、推進器の不調により難破状態になっていた所をキラが搭乗するストライクに救助され、アークエンジェルにおいてサイらと再会し、以降行動を共にする。
父親ジョージ・アルスターがいる先遣艦隊との合流を目前に、クルーゼ隊との戦闘に巻き込まれ、その際捕虜になっていたラクスを人質にする事で停戦させようとするが、叶わぬまま父親の乗艦する戦艦がザフト軍に撃沈される様を目の当たりにする。錯乱したフレイは、帰艦したキラを本気で戦っていないと激しく非難した。これをきっかけに、フレイはコーディネイターへの憎しみに囚われ、アークエンジェルが地球に降下する際に事務次官である父親の立場を利用し地球連合軍に入隊志願する。そうする事でキラも志願させ、コーディネイター同士が殺しあうよう仕向け父を失った事に対する復讐をしようとした。さらにキラが同じコーディネイターであるザフト軍との戦闘に迷いを捨てて身を投じるよう駆り立て、また天涯孤独の自分を守ってもらおうと、精神的に不安定になっていた彼の求める慰めを与え男女の関係となる。そのために、親の決めた婚約者であったサイとは地球降下後に婚約を一方的に破棄している。しかし内心ではサイを嫌ってはおらず、キラへの対抗心からストライクを起動させるも崩れ落ちるサイの姿を見て、辛くなり涙を流し立ち去る場面がある。カガリがキラの姉妹とは知らない為、キラの傍によくいる彼女に嫉妬心を抱き、嫌がらせをする描写もある（関連ゲームでもカガリに突っかかる等、不仲さが目立つ）。またその後もサイを心配する描写があり、嫉妬に駆られてストライクを無断で操縦した事で独房に収容されたサイを見つめていたところを偶然キラに見られたためにその事を問い詰めた際、本心ではサイが好きである事をキラに感づかれてしまう。真の愛情を伴わない関係がキラの精神不安定に拍車をかけ、キラは戦闘にのめり込んでいく事となる。
地球降下後、オーブへ寄港した際に、サイやトール達はヘリオポリスから脱出してオーブへ帰国していた家族と面会するが、面会者のいないフレイは1人アークエンジェル内に残り孤立する。しかし、両親がオーブで健在であるキラがアークエンジェルに残っているのを同情されたと思い込んで激しく詰め寄り、もとより不安定であった2人の仲はバランスを崩していく。フレイは関係の回復を望むが、直後の戦闘でキラはMIA（戦闘中行方不明）になり、父親の死後唯一の拠り所であったキラを失って激しく動揺する。悲しみから逃げるためサイとヨリを戻そうとするが、彼女が本当にキラに想いを寄せるようになっていた事を見抜いていたサイは、それを冷たく拒絶する。また、その直後、ミリアリアが捕虜であるディアッカを殺そうとしている所を目撃する。ミリアリアはサイに止められ正気を取り戻したが、フレイは「コーディネイターなんて皆死んでしまえばいいのよ！」と言い放ち、部屋に置いてあった拳銃でディアッカを殺そうとするが、ミリアリアに阻止されてしまう。直後、ミリアリアに何故コーディネイターを庇ったのか激しく詰め寄るもその場から去って行った。
アラスカ基地到着後、大西洋連邦高官の娘という立場を考慮した地球軍上層部の思惑によりアークエンジェルからの転属命令を受けるが、直後に起こったザフト軍のアラスカ基地攻略戦において、クルーゼによって拉致されてしまう。この時に殺されずに拉致されたのは、出会い頭にフレイが、クルーゼの声が父親に似ている事を指摘した事で、クルーゼがフレイを自身のルーツに繋がる血縁の者の可能性を疑ったため（実際には他人の空似でしかなかったため、自身の計画のためにフレイを利用する）。その後、通常の捕虜扱いでは無くクルーゼの身近に置かれながらザフト軍と行動を共にしていたが、クルーゼの策によりニュートロンジャマーキャンセラーのデータと共に救命ポッドにて解放、ナタルが指揮するドミニオンに救助される。地球連合軍への復帰後は、自らの希望でドミニオンのオペレーターとしてナタルの指揮下で任に着く。これは戦場がキラと再会しやすい場所であり、そして死と隣り合わせの場所に留まる事が彼女なりの贖罪であった。
第二次ヤキン・ドゥーエ攻防戦では、まず自らがアークエンジェルに離脱勧告を放送しナタルが同調する、ナタルの言葉に従い、ドミニオンから他の搭乗員と共に脱出艇に乗り込み避難する。戦闘空域から離脱しようとする脱出艇の窓越しからフリーダムに搭乗するキラと再会を果たすものの、直後にプロヴィデンスのドラグーン・システムから放たれたビームが脱出艇に直撃して落命する。
その直後、泣き叫ぶキラと精神世界で邂逅（キラ側には見えたり聞こえたりはしていない）「私は生前、怖さ故に自分の事以外何も見えていなかった。」という旨を彼に言い、謝罪する。そして素直な気持ちで「あなたはもう泣かないで。私の“本当の”想いが、あなたを守るから…」と言いながら、彼を包み込むように寄り添い消えていった。

## 備考
- 企画段階では、MSパイロットとなる可能性もあり、劇中ではカガリ・ユラ・アスハの乗機であるストライクルージュは、フレイの愛機として使える様にも構想されていた[6]。
- PHASE-16「燃える砂塵」とPHASE-17「カガリ再び」では、未成年の多くが視聴できる時間帯であるにもかかわらず、性行為を示唆するシーンとキラと肉体関係がある事を告白するシーンが放映されて、当時BPOへ抗議が向けられ毎日放送へ回答要請が行く出来事も起こった[7]。DVDにはこのシーンはそのまま収録されている。また、『スペシャルエディションI 虚空の戦場』でははっきりとそのシーンが描かれている（ただし流石に地上波放送版では編集されているが、リマスター版ではそのまま放送された）。
- 彼女が落命することになる最終話（2003年9月27日放送）よりも6日前に発売された『機動戦士ガンダムSEEDオリジナルサウンドトラック3』（同9月21日発売）には「フレイの死」という曲目が収録されており、事実上ネタバレという事態になってしまった。
- 本作の監督を務めた福田己津央はインタビューに際し、当初からフレイが死亡する予定が存在し、その中にはサイとともに爆死し、キラのトラウマとなる案も存在したという。また、本編での最期が1作目『機動戦士ガンダム』のララァ・スンを想起させるというインタビュアーの質問に対し、福田はミハル・ラトキエのイメージではないかと思った、という旨の返答をしている[8]。
- ゲームボーイアドバンス用ソフト『機動戦士ガンダムSEED 友と君と戦場で。』のオリジナルシナリオでは、恐ろしいくらいに勘が鋭い上に、悪運も強い描写がある。
- 監督である福田己津央は、インタビューにおいてフレイ・アルスターのモデルは「スチュワーデス物語」を演じていた際の片平なぎさであると語っている[9]。

## 評価
『愛と戦いのロボット 完全保存版』で発表されたアンケート「みんなで選ぶロボットアニメーションベスト100」では、「一番お気に入りのヒロインは？」で第71位、「一番極悪な悪役・敵役は？」で第60位にランクインした。